# Stawros Dziordzis
Stawros Dziordzis (gr. Σταύρος Τζιωρτζής, ur. 15 września 1948 w Famaguście) – grecki lekkoatleta, płotkarz, mistrz igrzysk śródziemnomorskich, dwukrotny olimpijczyk.
Specjalizował się w biegu na 400 metrów przez płotki. Wystąpił w nim. a także w sztafecie 4 × 400 metrów na mistrzostwach Europy w 1969 w Atenach, ale w obu konkurencjach odpadł w eliminacjach.
Zwyciężył w biegu na 400 metrów przez płotki na igrzyskach śródziemnomorskich w 1971 w Izmirze, wyprzedzając Hiszpanów Manuela Soriano i Francisco Suáreza. Na igrzyskach olimpijskich w 1972 w Monachium zajął 6.–7. miejsce w finale tej konkurencji, ex aequo z Jewgienijem Gawrilenko ze Związku Radzieckiego.
Zajął 4. miejsce w biegu na 400 metrów przez płotki na mistrzostwach Europy w 1974 w Rzymie, a także 5. miejsce w biegu na 400 metrów na halowych mistrzostwach Europy w 1975 w Katowicach.
Zdobył brązowy medal w biegu na 400 metrów przez płotki na igrzyskach śródziemnomorskich w 1975 w Algierze, za Francuzem Jeanem-Claude’em Nalletem i swym kolegą z reprezentacji Grecji Jeorjosem Parisem. Zajął 4. miejsce w biegu na 400 metrów na halowych mistrzostwach Europy w 1976 w Monachium. Odpadł w półfinale biegu na 400 metrów przez płotki na igrzyskach olimpijskich w 1976 w Montrealu i na mistrzostwach Europy w 1978 w Pradze, a także w eliminacjach biegu na 400 metrów na halowych mistrzostwach Europy w 1980 w Sindelfingen.
Odnosił sukcesy w mistrzostwach krajów bałkańskich, zwyciężając w biegu na 400 metrów przez płotki w latach 1970–1974 i 1978.
W 1974 był halowym mistrzem Włoch w biegu na 400 metrów.
Dziordzis był dwukrotnym rekordzistą Grecji w biegu na 400 metrów do czasu 47, 2 s, uzyskanego 25 lipca 1971 w Viareggio, czterokrotnym w biegu na 400 metrów przez płotki do czasu 49,5 s, osiągniętego 28 czerwca 1972 w Pireusie oraz czterokrotnym w sztafecie 4 × 400 metrów, do wyniku 3:08,3, uzyskanego 6 sierpnia 1972 w Izmirze.

## Rekordy życiowe
Rekordy życiowe Dziordzisa:
- bieg na 400 metrów – 46,61 s (13 sierpnia 1978, Saloniki)
- bieg na 400 metrów przez płotki – 49,66 s (2 września 1972, Monachium)